# Catalanova domneva
Catalanova domneva je v teoriji števil preprosta domneva, ki jo je leta 1844 predlagal belgijski matematik Eugène Charles Catalan. Aprila 2002 jo je končno dokazal romunski matematik Preda Mihăilescu z Univerze v Paderbornu in sedaj velja kot izrek.
Pri domnevi je pomemben pojem popolne potence, ki je poljubno naravno število oblike mn. Na primer 23 = 8 in 32 = 9 sta takšni dve zaporedni potenci. Catalanova domneva pravi, da sta ti dve števili edini primer zaporednih popolnih potenc.
Lahko se reče tudi, da Catalanova domneva pravi, da ima diofantska enačba:
{\displaystyle x^{a}-y^{b}=1\qquad {\mbox{ za }}x,a,y,b>1}
edino rešitev: x = 3, a = 2, y = 2, b = 3.
Še posebej ni pomembno, da se števili 2 in 3 ponovita v enačbi 32 − 23 = 1. Tudi primer, kje se števili ne bi ponovili, bi bil protiprimer Catalanove domneve.
Domnevo je Catalan objavil v reviji Journal für die Reine und Angewandte Mathematik. Mihăilescujev dokaz je preveril Yuri Bilu s pomočjo teorije ciklotomskih obsegov in Galoisovih modulov.
Pillaijeva domneva govori o splošni razliki popolnih potenc. Pravi, da razlika v zaporedju popolnih potenc teži k neskončnosti in da se vsaka dana razlika pojavi le končno mnogokrat. Domneva je nerešen problem in se imenuje po indijskem matematiku Subaju Sivasankaranarajanu Pillaiju.